# Lactag
Lactag Argeș este o companie producătoare de lactate din România.
În 2014, compania  a realizat o cifră de afaceri de 71,8 mil. lei, aproximativ 16 mil euro.

### Istoric
Anul 1962 reprezintă începutul prelucrării industriale moderne a laptelui în județul Argeș, prin punerea în funcțiune a Fabricii de Produse Lactate – Pitești: ICIL ARGEȘ
Teritoriul pe care își desfășoară în principal activitatea, din 1968, este județul Argeș, odată cu aplicarea reformei administrative în România.
Această unitate a fost extinsă în două etape: în 1974 când și-a dublat capacitatea și în 1984 prin construirea secției de înghețată.
După anul 1994, activitatea de colectare și prelucrare a laptelui a fost preluată de cooperativa de consum până în anul 1995, când se înființează unitatea de stat Întreprinderea de Industrializare a Laptelui Argeș”.
Fabrica de produse lactate Costești a fost modernizată și retehnologizată cu cofinanțare Sapard și a fost pusă în funcțiune în anul 2005.
Principalii acționari ai firmei sunt Robert Iriza și directorul general al Lactag Adriean Asan-Mic, fiecare cu câte 49,01% din acțiuni.
Lactag este fosta fabrică de produse lactate ICIL Argeș înființată în 1962.
Acțiunile firmei sunt cotate pe piața Rasdaq a BVB.
În anul 2012, odată cu rebranduirea a avut loc și diversificarea gamei de produse. Tot în 2012, compania a achiziționat o importantă fabrică de mezeluri situată în imediata apropiere a Craiovei, în județul Dolj, 2013 intrând și pe piața mezelurilor și a produselor din carne.

### Prezent
Compania Lactag deține două capacități de producție: o fabrică de prelucrarea a laptelui situată în județul Argeș, în apropierea orașului Pitești și o fabrică de prelucrare a cărnii situată în județul Dolj, în apropiere de orașul Craiova. De asemenea, Lactag deține și o rețea de magazine proprii situate în sudul României. Denumirea rețelei de magazine este “ Pe gustate”.
Din iunie 2012 și până în prezent, programele investiționale au vizat retehnologizări în cele două fabrici, dezvoltarea și dotarea unei forțe de vânzări care să acopere jumătatea de sud a României, dezvoltarea și dotarea sectoarelor de achiziție materii prime și distribuție, implementarea unui sistem informatic performant care să acopere nevoile specifice în configurația (Fabrica de Lapte, Fabrica de Carne, Rețeaua de magazine proprii), creșterea notorietății brandurilor “Lactag”, “Pe gustate”, “Bueno”.
Cifra de afaceri în 2014: 16 milioane Euro

### Produse:
Lactag este are trei linii de business integrate:
- Fabrica de prelucrare a laptelui, în județul Argeș;
- Fabrica de prelucrare a cărnii, în județul Dolj;
- Rețea de magazine proprii „Lactag-Pe gustate".